# سيليا بي. فيشر
سيليا بي. فيشر (بالإنجليزية: Celia Fisher)‏ هي عالمة نفس أمريكية، ولدت في 1950.